# Kattara

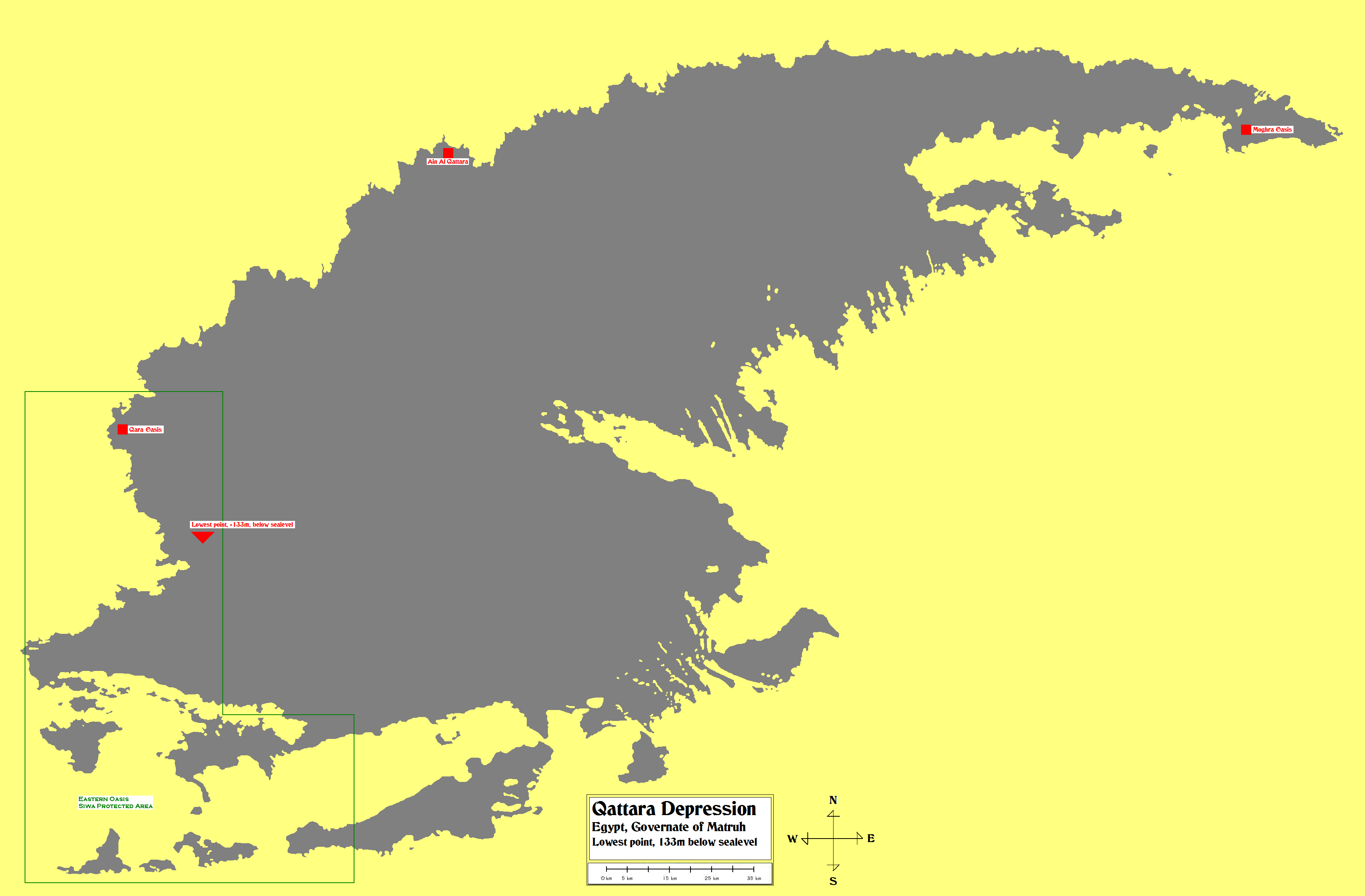
Mapa depresji Kattara

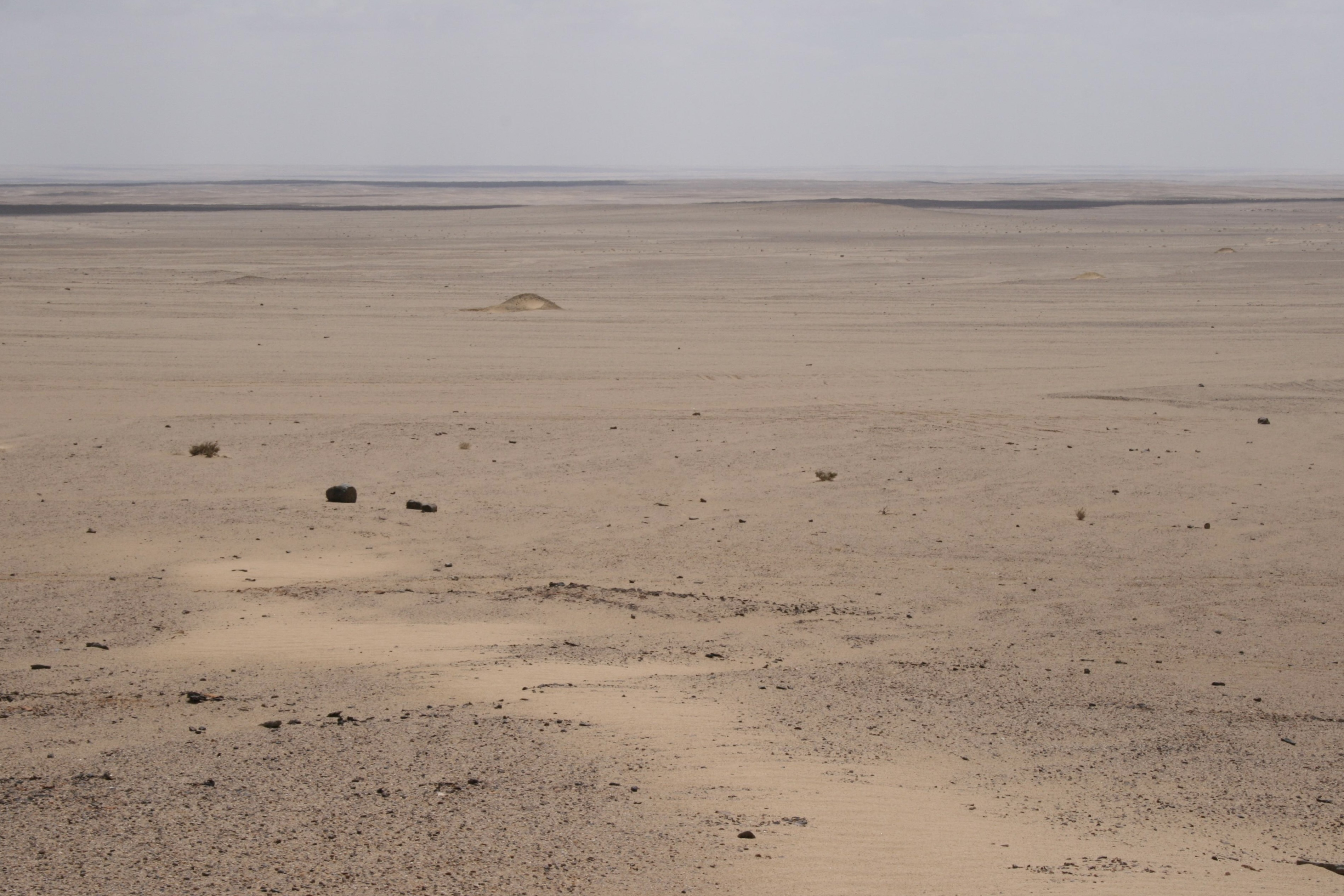
Krajobraz w depresji Kattara

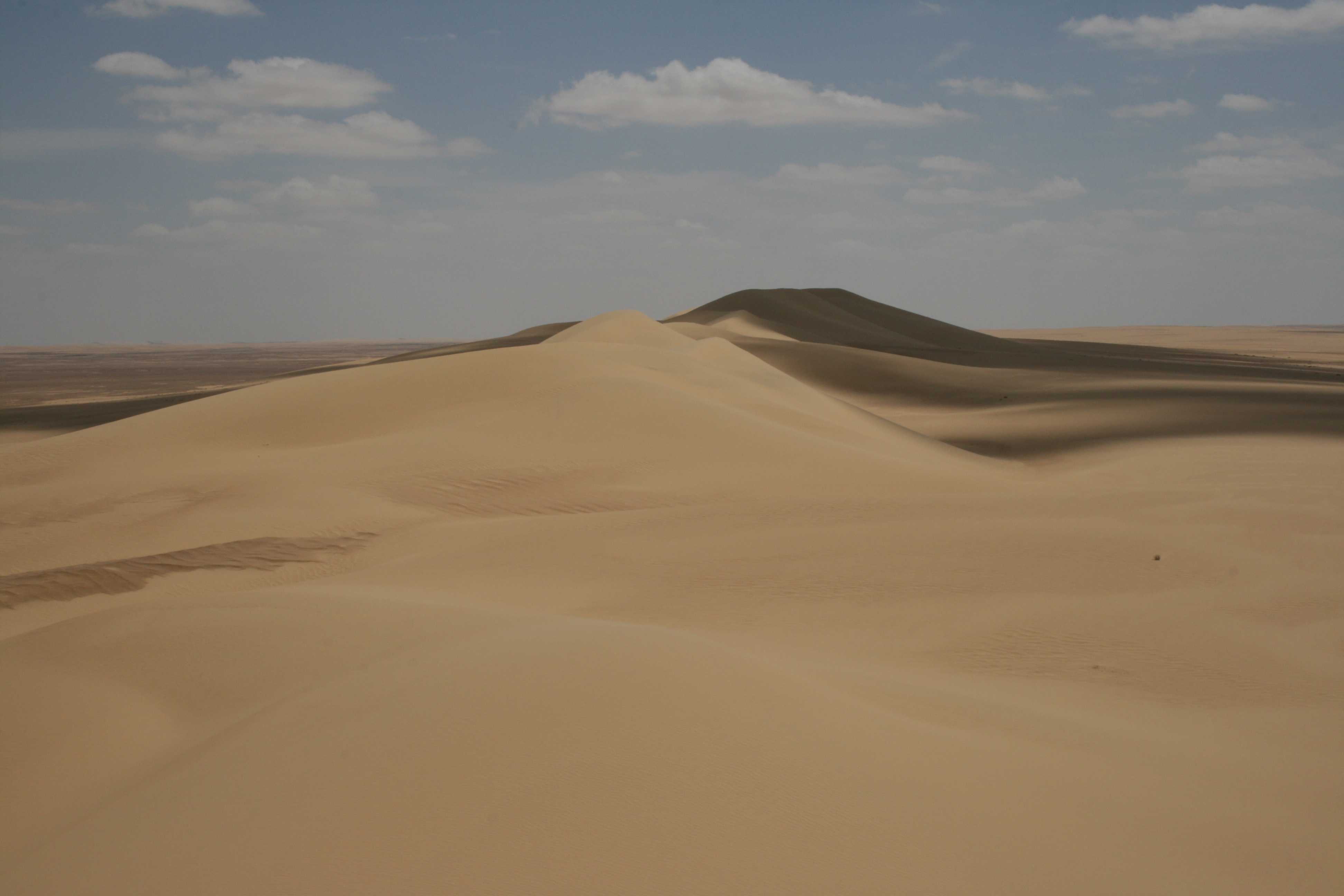
Wydmy piaskowe

Kattara (Al-Kattara, arab. منخفض القطارة = Munchafadh al-Qaţārah) – depresja w północno-zachodnim Egipcie na Pustyni Libijskiej, w muhafazie Matruh, głębokość 133 m p.p.m., powierzchnia 18 tys. km². 

## Charakterystyka
Jest to najniższy punkt w Egipcie. Przesiąkanie słonych wód z Morza Śródziemnego sprawia powstawanie na dnie depresji Kattara słonych bagien (solnisk), które całkowicie uniemożliwiają uprawy rolnicze.

## Plany zalania
W latach 80. XX wieku egipscy inżynierowie opracowali plan napełnienia depresji wodami Morza Śródziemnego poprzez 20-kilometrowy kanał o szerokości 280 metrów. Kosztem trzech miliardów dolarów powstałoby w ten sposób największe jezioro Afryki. W rejonie el-Alamein planowano wybudowanie elektrowni wodnej o mocy 5000 MW, dwukrotnie pod tym względem przewyższającej elektrownię asuańską. Celem obniżenia kosztów inwestycji rozważano użycie przy budowie kanału ładunków nuklearnych.